# Fiesso d’Artico
Fiesso d’Artico – miejscowość i gmina we Włoszech, w regionie Wenecja Euganejska, w prowincji Wenecja.
Według danych na rok 2004 gminę zamieszkiwały 5773 osoby, 962,2 os./km².

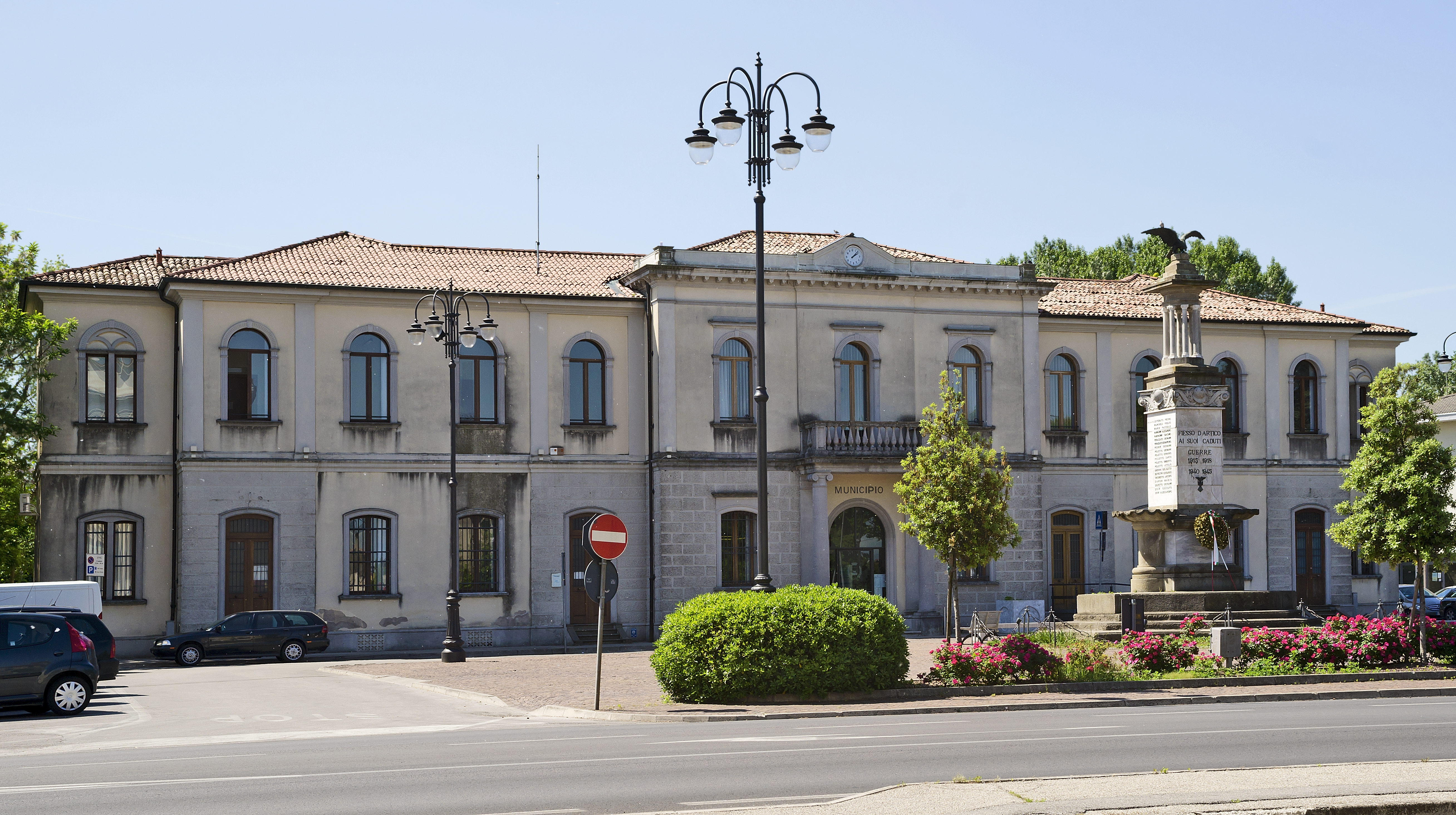
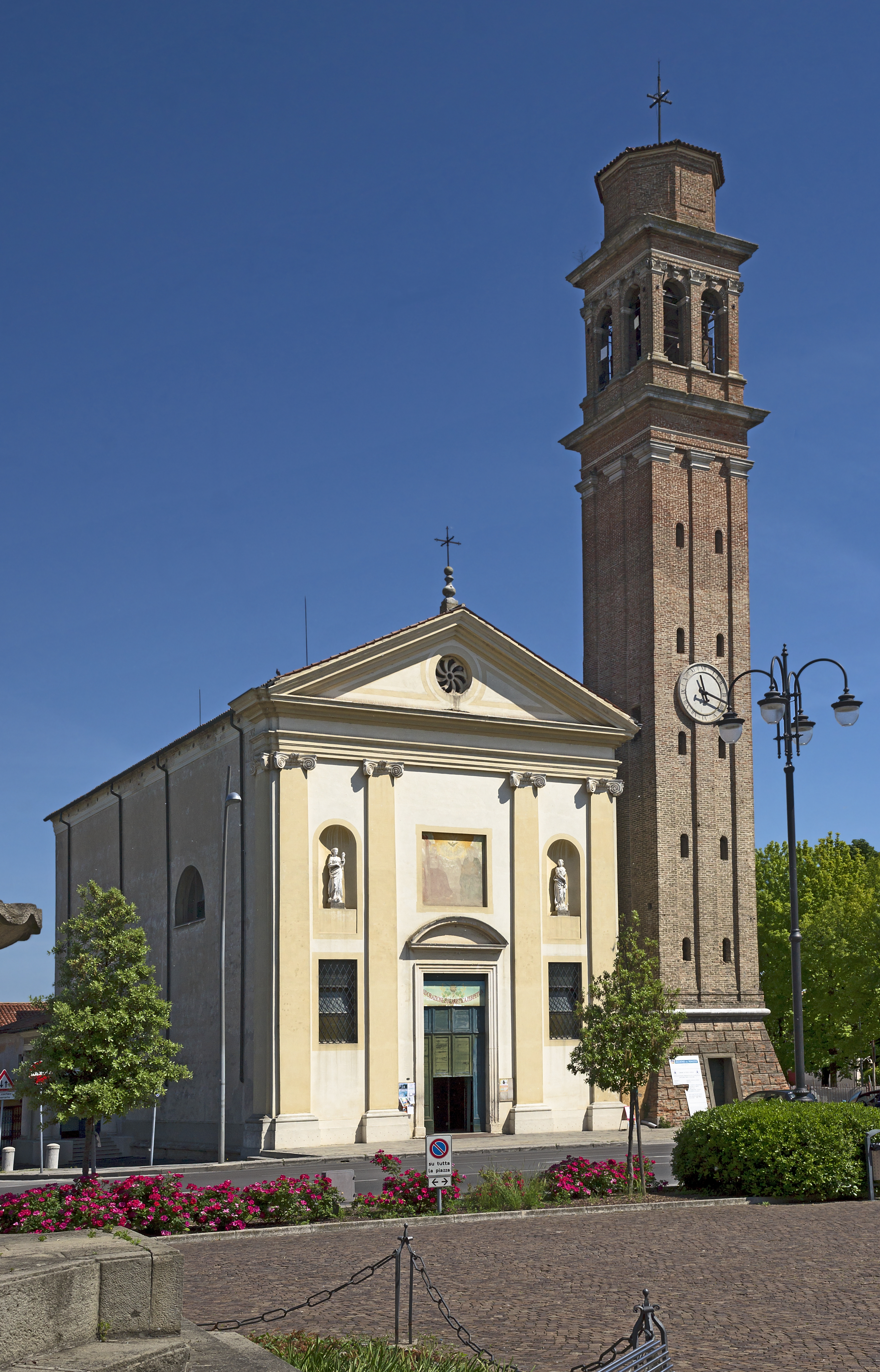